# Marambio-Station
Koordinaten: 64° 14′ 0″ S, 56° 38′ 0″ W

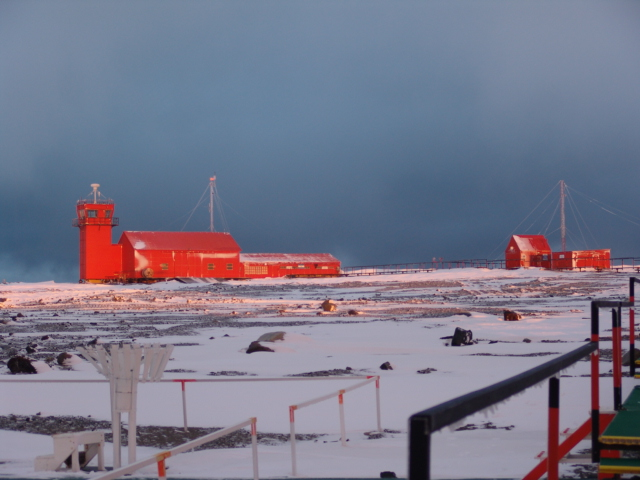
Blick auf den Kontrollturm und andere Gebäude

Die argentinische Marambio-Station ist die größte Station Argentiniens in der Antarktis. Sie befindet sich auf der Seymour-Insel (in Argentinien auch isla Marambio genannt) ca. 100 km von der Esperanza-Station entfernt. An dieser Stelle wurde von Vice-Commodore Mario Luis Olezza zunächst der erste Flugplatz in der Antarktis gebaut, bevor am 29. Oktober 1969 die Station gegründet wurde. Benannt ist sie nach dem argentinischen Luftwaffenpiloten Vice-Commodore Gustavo Argentino Marambio, der als einer der ersten Piloten die Antarktis überflogen hatte.
Die wissenschaftlichen Forschungseinrichtungen der Station beschäftigen sich unter anderem mit: Beobachtung kosmischer Strahlung, Glaziologie (speziell Gletscher- und Eisberg-Forschung),
Messungen der Ozonschicht und Meteorologie. Zur Beobachtung der Kontinentaldrift wurde in Marambio eine von zwölf geodätischen GPS-Markierungen in der Antarktis angebracht.
Die Marambio-Station wurde auch für die Erforschung der Ionosphäre genutzt. Im September und Oktober 1975 wurden für das Max-Planck-Institut zwei zweistufige Höhenforschungs-Raketen vom Typ Castor (A) auf ca. 400 km gestartet. Fünf Starts der kleineren Super Loki fanden im Februar 1982 für die NASA statt.